# Красный Луч (Орловская область)
Кра́сный Луч — посёлок в Покровском районе Орловской области России.
Входит в состав Моховского сельского поселения

## География
Посёлок находится на расстоянии 20 км к северо-западу от посёлка городского типа Покровское, административного центра района.

### Часовой пояс
Посёлок Красный Луч, как и вся Орловская область, находится в часовой зоне МСК (московское время). Смещение применяемого времени относительно UTC составляет +3:00.

## Население
| 2010 |
| ---- |
| 26   |

## Улицы
В посёлке имеется одна улица — Луговая.